# مارگارت شون
مارگارت شون (آلمانی: Margarete Schön; ۷ آوریل ۱۸۹۵ – ۲۶ دسامبر ۱۹۸۵) هنرپیشه اهل آلمان بود.
از فیلم‌ها یا برنامه‌های تلویزیونی که وی در آن نقش داشته‌است می‌توان به نیبه‌لونگ‌ها اشاره کرد.